# 処女絶叫/恥戯
『処女絶叫/恥戯』（しょじょぜっきょう/ちぎ、英: Love Toy）は、1971年に公開されたドリス・ウィッシュマン製作・監督によるアメリカ合衆国のソフトコアエクスプロイテーション映画。パット・ハッペル、ユタ・エリクソン（ウィラ・ミスト名義）、ラリー・ハンター（ヴィク・レスター名義）が出演した。

## あらすじ
マーカス（ラリー・ハンター）はジン・ラミーのゲームで、アレックス（バーナード・マーセル）によって有り金を巻き上げられた。アレックスはマーカスの十代の娘クリス（パット・パッセル）との一夜と引き換えに、すべての負け分を無かった事にしてやると持ちかけた。マーカスはしぶしぶ同意したものの邪魔に入ろうと試み、アレックスと彼の妻メアリー（ユタ・エリクスン）によって椅子に縛り付けられてしまう。メアリーは監視役として、その場にとどまった。
アレックスは眠っていたクリスを起こし、事情を話して言いなりになるよう説得した。そして彼が幼い頃飼っていた猫の「サミュエル」（裸になってボウルからミルクを舐めなければならない）、彼の母親（アレックスに授乳しなければならない）、彼の妻（アレックスと性行為をする）、彼の子供（罰としてお尻を叩かれる）、彼の馬（最初はアレックスを馬に見立てた騎手役、次いでアレックスを乗せる馬役で互いにベルトで鞭を入れられる）、最後に彼の恋人の役を演じるよう強要した。
その間、緑のドレスを着たメアリーは隣室の様子に興奮していた。彼女はマーカス（映画の大部分で苦悩か痛みでうめく以外の事はしていないように見える）のためにエロティックなダンスを踊り、恋人と関係を持つ母親を見ていた少女時代の思い出に浸り、最後にアレックスとクリスの恋人ごっこを見ながらオナニーを行なった。
やがてクリスとメアリーのレズビアン行為に始まりアレックスを交えた3Pになだれ込む。最後にアレックスはマーカスとクリスを近親相姦させようと企み、絶望したマーカスが娘をナイトガウンの上で絞め殺したところで、クリスは悪夢から目覚めて普段と変わらぬ父を見た。ほっとして改めて眠りに就くと、何故か再びアレックスに起こされた。悪夢と全く同じ言葉が繰り返され、恐怖のあまりクリスは絶叫する。

## 手法
ウィッシュマン独特の表現手法が垣間見られる。予算節約のため科白は同録ではなくアフレコであるが、会話のシーンではしばしば画面に話し手ではなく聞き手や関係のないカットが映る。口の動きと会話をシンクロさせる手間を省くためである。
悪夢から目覚めた後にまた悪夢が繰り返されるラストシーンは、1965年に撮った自身の映画『Bad Girls Go to Hell』と同様で、ヒロインが大口を開けて絶叫する顔に「The End」の文字が被るのも同じである。